# Mancherial
Mancherial (en hindi:मन्चेरियल  ) es una localidad de la India, en el distrito de Adilabad, estado de Telangana.

## Geografía
Se encuentra a una altitud de 154 m s. n. m. a 253 km de la capital estatal, Hyderabad, en la zona horaria UTC +5:30.

## Demografía
Según estimación 2010 contaba con una población de 88 704 habitantes.